# 李世华
李世华（1937年5月13日—2011年5月2日），天津人，中国女子篮球运动员、教练，曾担任中国篮球协会副秘书长、副主席、技术顾问，中国地掷球协会副主席，亚洲篮联和国际篮联女子委员会委员，亚洲篮联中央局委员等职务。1999年被评为新中国篮球50杰。